# Scottish Second Division 2000/01
Die Scottish Football League Second Division wurde 2000/01 zum 26. Mal nach Einführung der Premier League als dritthöchste schottische Liga ausgetragen. Zudem war es die sechsundzwanzigste Austragung als dritthöchste Fußball-Spielklasse der Herren in Schottland unter dem Namen Second Division. In der Saison 2000/01 traten 10 Vereine in insgesamt 36 Spieltagen gegeneinander an. Jedes Team spielte jeweils viermal gegen jedes andere Team. Bei Punktgleichheit zählte die Tordifferenz.
Die Meisterschaft gewann Partick Thistle, das sich damit gleichzeitig die Teilnahme an der First Division-Saison 2001/02 sicherte. Neben Thistle stieg auch der Zweitplatzierte FC Arbroath auf. Absteigen in die Third Division mussten der FC Queen’s Park und Stirling Albion. Torschützenkönig mit 18 Treffern wurde Isaac English vom FC Stenhousemuir.

## Statistiken

### Tabelle
| Pl. | Verein              | Sp. | S  | U  | N  | Tore    | Diff. | Punkte |
| --- | ------------------- | --- | -- | -- | -- | ------- | ----- | ------ |
| 1.  | Partick Thistle     | 36  | 22 | 9  | 5  | 066:320 | +34   | 75     |
| 2.  | FC Arbroath         | 36  | 15 | 13 | 8  | 054:380 | +16   | 58     |
| 3.  | Berwick Rangers (N) | 36  | 14 | 12 | 10 | 051:440 | +7    | 54     |
| 4.  | FC Stranraer        | 36  | 15 | 9  | 12 | 051:500 | +1    | 54     |
| 5.  | FC Clydebank (A)    | 36  | 12 | 11 | 13 | 042:430 | −1    | 47     |
| 6.  | Queen of the South  | 36  | 13 | 7  | 16 | 052:590 | −7    | 46     |
| 7.  | FC Stenhousemuir    | 36  | 12 | 6  | 18 | 045:630 | −18   | 42     |
| 8.  | Forfar Athletic (N) | 36  | 10 | 10 | 16 | 048:520 | −4    | 40     |
| 9.  | FC Queen’s Park (N) | 36  | 10 | 10 | 16 | 028:400 | −12   | 40     |
| 10. | Stirling Albion     | 36  | 5  | 17 | 14 | 034:500 | −16   | 32     |

Platzierungskriterien: 1. Punkte – 2. Tordifferenz – 3. geschossene Tore – 4. Direkter Vergleich (Punkte, Tordifferenz, geschossene Tore)
| Saison 2000/01 |

| Zum Saisonende 1999/2000 |                                   |
| (A)                      | Absteiger aus der First Division  |
| (N)                      | Aufsteiger aus der Third Division |